# 佐拉·兰珀特
佐拉·兰珀特（英語：Zohra Lampert，1937年5月13日—），女，美国演员。曾获得黄金时段艾美奖剧情类最佳女客串演员。